# Essence F
L’essence F est un mélange d'hydrocarbures obtenus par la distillation du pétrole, utilisé pour le dégraissage, le détachage, le nettoyage d'adhésifs. Elle est commercialisée dans les grandes surfaces et les magasins de bricolage en bouteilles d'un litre. La mention « Essence F » figure toujours sur le flacon, mais parfois à l'arrière et en petit. La dénomination commerciale peut être « détachant textile taches grasses » ou « essence à nettoyer ».

## Utilisations
Outre le détachage des textiles, elle peut avoir d'autres usages. Peu volatile et peu incommodante, elle est à préférer à l'acétone pour des travaux de dégraissage. Elle n'attaque aucune matière plastique, elle est idéale pour nettoyer les pièces d'imprimantes (capot en plastique, patins d'entrainement du papier) et ne laisse pas de trace en séchant. Elle peut donc être utilisée pour décoller des étiquettes sur des livres ou tout autre support sans endommager celui-ci, il suffit d'imprégner l'étiquette en l'ayant pelée si elle est en plastique.
L'essence F est aussi utilisée par les toxicomanes ou les jeunes adolescents en quête de sensation de bien-être pour l'effet (en) « stoned » (« défoncé »), mais les inhalations à répétitions sont toxiques, voire mortelles. Deux minutes d'exposition prolongée et intense en inhalation volontaire aux vapeurs d'essence F peuvent amener à la destruction des cellules hépatiques, rénales, respiratoires et cérébrales. 
L'essence F est aussi utilisée comme alternative moins onéreuse pour recharger des briquets de type Zippo.

## Composition
Elle est issue de la fraction légère du pétrole et est composée de[source insuffisante] :
- alcanes en C7, C8 et C9 : 69 à 85 % ;
- alicycliques (probablement des cycloalcanes) en C7, C8 et C9 : 20 à 25 % ;
- aromatiques (toluène, xylène, éthylbenzène) : inférieurs à 14 % et en pratique plutôt beaucoup moins (de l'ordre de 0,01 %) car cette essence, comme les autres essences dites « spéciales », compte parmi les plus désaromatisées sur les catalogues industriels (même par rapport aux white spirits les plus purs), ce qui est important car ces composés sont les plus toxiques[2].